# Thranius formosanus
Thranius formosanus là một loài bọ cánh cứng trong họ Cerambycidae.